# Entephria flavata
Entephria flavata là một loài bướm đêm trong họ Geometridae.